# 奥约州
奥约州（Oyo State）是奈及利亞36州之一，首府伊巴丹。人口5,580,894（2006年）。奥约州是尼日利亞人口第五多的州，伊巴丹是尼日利亞人口第三多的城市，它一度是非洲第二多人口城市。該州越大多數人是約魯巴人，所以約魯巴語在該州佔主導地位。